# Сухой Лиман
Сухой Лиман (укр. Сухий Лиман) — село, относится к Овидиопольскому району Одесской области Украины.
Население по переписи 2001 года составляло 1277 человек. Почтовый индекс — 67821. Телефонный код — 4851. Занимает площадь 1,699 км². Код КОАТУУ — 5123784201.

## Местный совет
67821, Одесская обл., Овидиопольский р-н, с. Сухой Лиман, ул. Черноморцев, 100